# (8260) Momcheva
(8260) Momcheva est un astéroïde de la ceinture principale.

## Description
(8260) Momcheva est un astéroïde de la ceinture principale. Il fut découvert le 23 septembre 1984 à Smolyan par l'observatoire national de Bulgarie. Il présente une orbite caractérisée par un demi-grand axe de 2,16 UA, une excentricité de 0,17 et une inclinaison de 2,8° par rapport à l'écliptique.

## Étymologie
Cet astéroïde est nommé en l'honneur de l'astronome bulgare Ivelina Momcheva (née en 1980).